# イヴェット・ミミュー
イヴェット・ミミュー（Yvette Mimieux, 1942年1月8日 - 2022年1月17日）は、アメリカ合衆国出身の女優である。

## 人物
1942年1月8日、アメリカ合衆国カリフォルニア州ロサンゼルスに生まれる。
2022年1月17日、ロサンゼルスの自宅で死去。80歳没。
彼女の代表者が『ニューヨーク・タイムズ』や『ピープル』に語った内容によれば、死亡日時は2022年1月17日の月曜日の夜と報告されている。しかし、Deadline Hollywoodの初報では彼女は2022年1月18日の火曜日の朝に発見されたとしている。また1月18日の火曜日に死去したというニュースもある。

## 出演作品

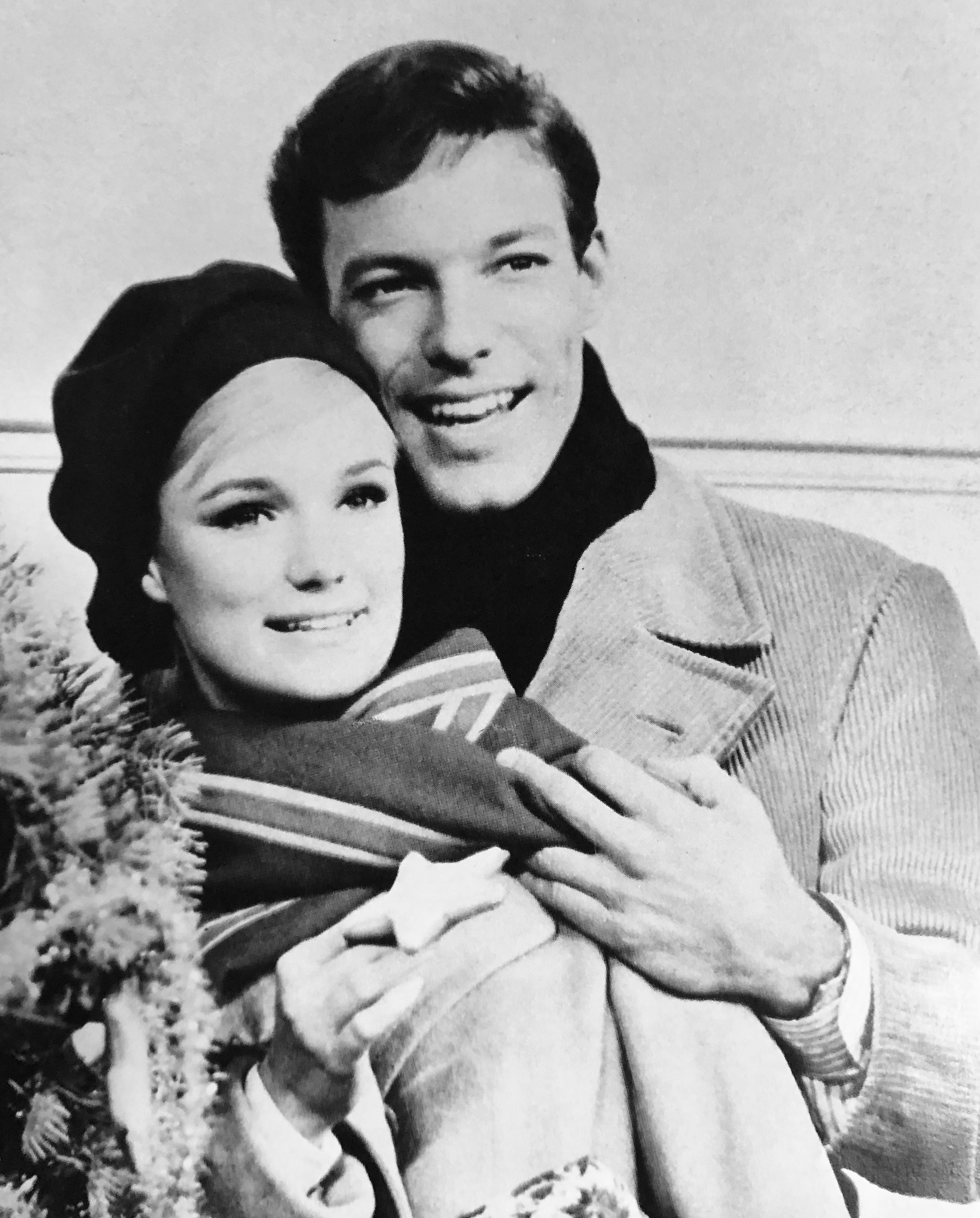
テレビシリーズ『ドクター・キルデア』にて。主演のリチャード・チェンバレンと。

### テレビ
- ドクター・キルデア
- ジグザグ

### 映画
- 勃発!第3次世界大戦/ミサイル・パニック
- 暴走パニック超特急（ポーラ・ハーヴェイ）
- ブラックホール
- 犯されて…
- 地獄の犬
- ジャクソン・ジェイル
- バレンチノの伝説
- 悪党列伝!ヒット・レディ/白い肌の殺人マシン
- 怒りの凶弾
- 深海征服（リア・ジャンセン）
- ハイジャック（アンジェラ・サッチャー）
- 熱い肌
- 戦争プロフェッショナル
- 宝石を狙え!ゴールデンブル作戦
- メキシコで死ね
- 欲望の家
- ハートでキッス
- 不思議な世界の物語
- ダイアモンド・ヘッド
- 黙示録の四騎士
- ボーイハント
- タイム・マシン 80万年後の世界へ（ウィーナ）
- 肉体の遺産